# Кено II том Брок
Кено II том Брок (нем. Keno II. tom Brok; около 1380 — 16 августа 1417) — восточнофризский военачальник и хофтлинг (вождь) Брокмерланда, представитель династии том Брок; был сыном хофтлинга Окко I том Брока. Был самым могущественным хофтлингом Восточной Фризии в начале XV века. Во времена его правления доминирование виталийских братьев в Восточной Фризии закончилось и достигла кульминации власть том Броков. Во время Великой фризской войны он был лидером союзной партии.

## Биография

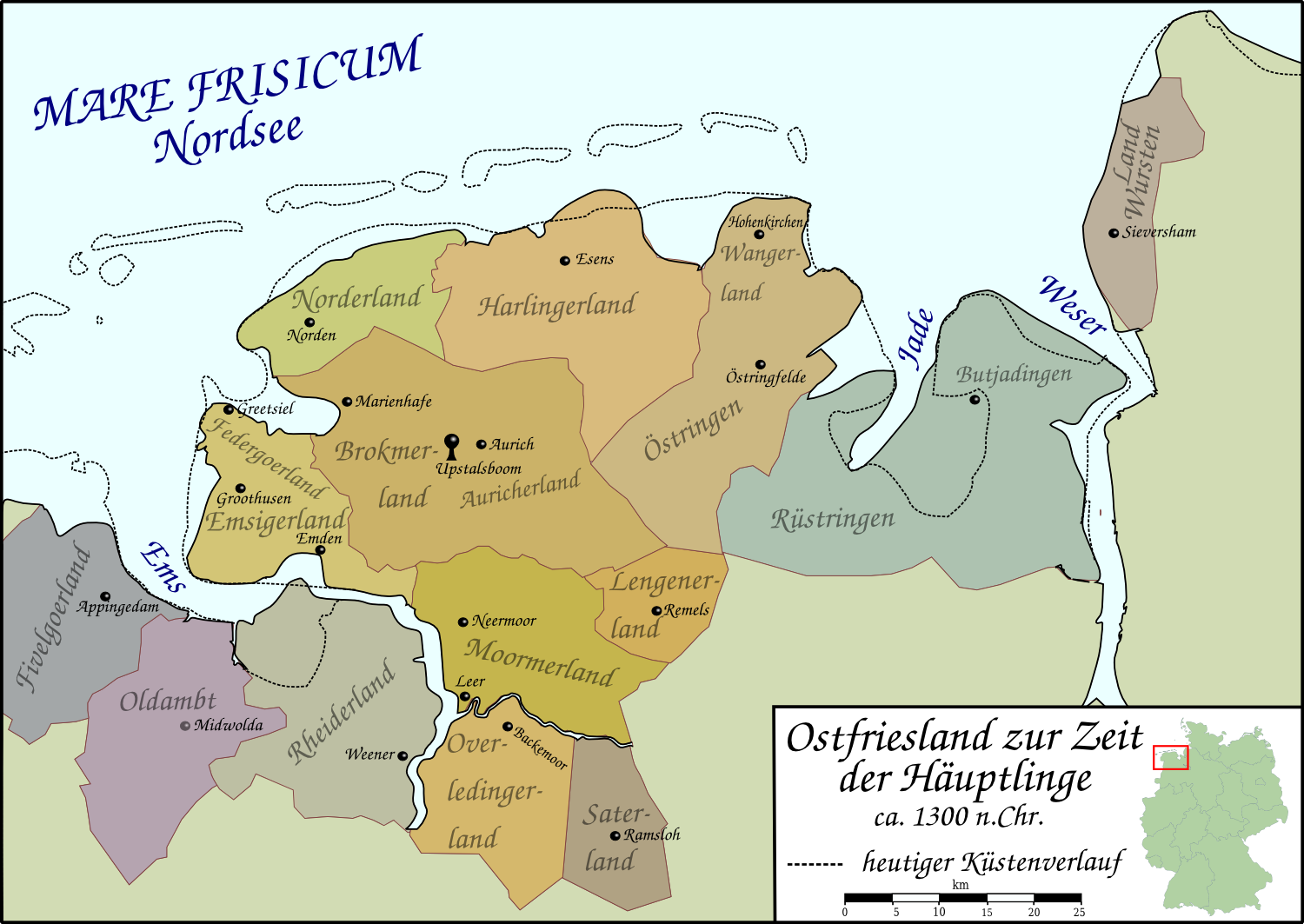
Брокмерланд в Восточной Фризии в XIV веке.

Кено II том Брок родился около 1380 года в семье хофтлинга Окко I том Брока и его жены Фёлке Кампаны. У него было две сестры, Окка том Брок (род. 1381, ум. 1397) и Тетта том Брок (род. 1382, ум. 1426), и внебрачный старший сводный брат, Видцельд том Брок (род. 1359, ум. 25 апреля 1399).
Так как Кено II еще не достиг совершеннолетия во время убийства его отца в 1389 году, его сводный брат Видцельд вместе с матерью Кено Фёлке осуществляли регентское правление в Брокмерланде. После убийства Видцельда 25 апреля 1399 года Кено II стал главой Брокмерланда.
Кено II был женат на Адде Идзинге (род. 1372). Его преемником был их общий сын Окко II том Брок (род. 1407, ум. 26 апреля 1435).

## Виталийские братья

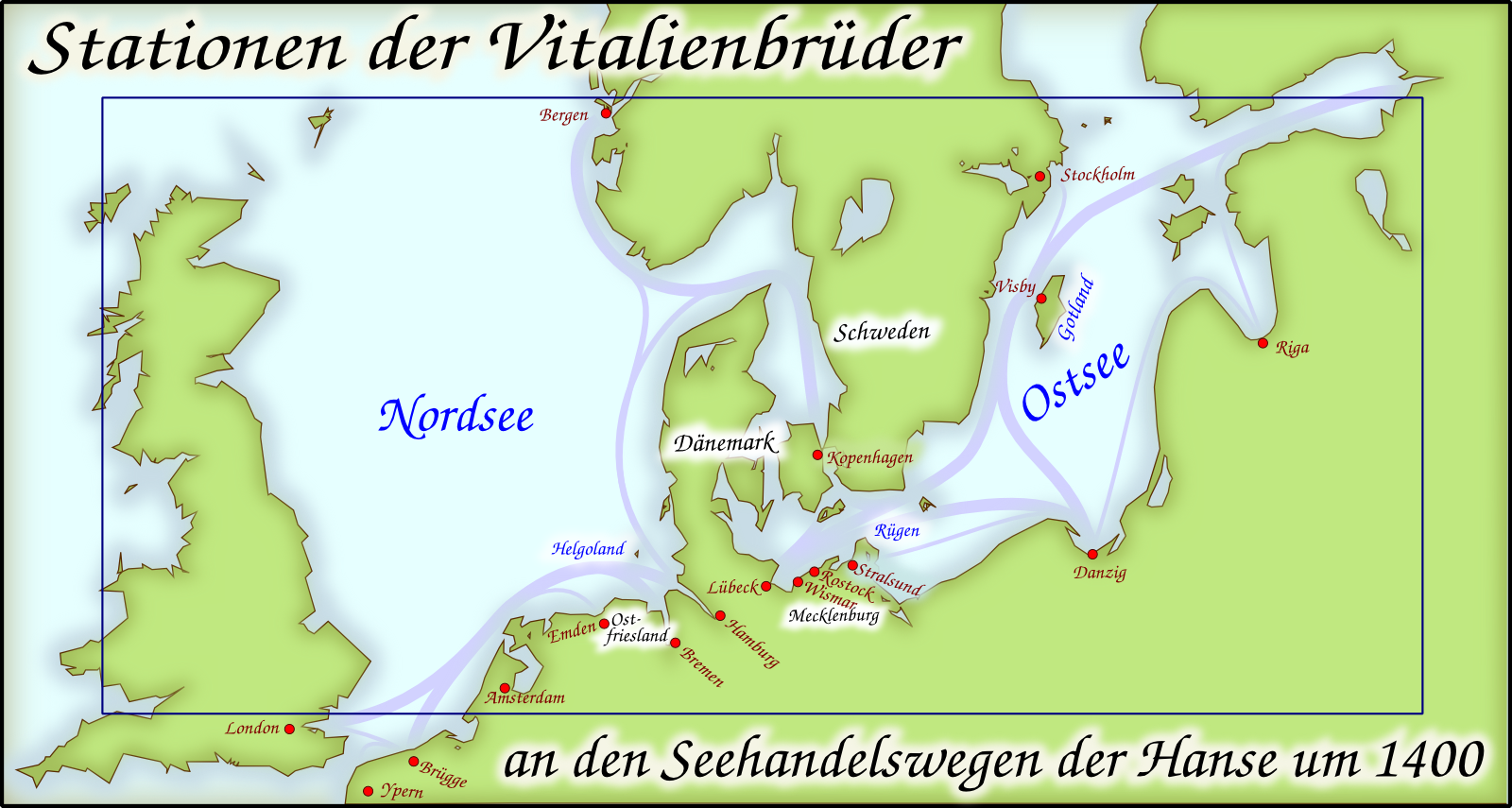
Места пребывания виталийских братьев около 1400 года.

Ещё при предшественнике Кено Видцельде Брокмерланд и другие фризские земли стали убежищем пиратов Северного моря, так называемых виталийских братьев. В это же время была в разгаре борьба за власть между многими хофтлингами Восточной Фризии, и в эту борьбу также включались и виталийские братья.
2 февраля 1400 года, через несколько месяцев после того, как Кено II стал главой Брокмерланда, собрание членов Ганзейского союза в Любеке решило отправить вооружённые корабли в Северное море для борьбы с пиратами. Кено II том Брок принёс свои извинения в письме к ганзейским городам за предоставление убежища виталийским братьям и обещал их немедленное изгнание. Тем не менее, виталийские братья нашли себе новую работу у противников Кено Хиско Абдены и Эдо Вимкена-старшего, а также и графа Ольденбурга, после чего Кено и его союзники, особенно Фолкмар Аллена, Энно Хайтатисна и Харо Алдесна, снова наняли пиратов.
Вслед за этим Ганзейский союз решил начать военные действия в Восточной Фризии. 5 мая 1400 года расширенный Ганзейский флот встретился в устье Эмса с виталийскими братьями, которых приютил Фолкмар Аллена, и победил их. 6 мая Ганзейский союз отнял город и замок Эмден у Хиско и таким образом получил постоянную базу в Восточной Фризии, из которой проводились дальнейшие операции. Уже 23 мая все хофтлинги и общины Восточной Фризии, в том числе и Кено в Брокмерланде, заверили Ганзейский союз в том, что они никогда больше не будут укрывать виталийских братьев.

## Расширение владений
Кено II Том Брок расширил свои владения в Восточной Фризии в последующие годы. В 1404 году он заключил мир со своим противником Фолкмаром Алленой и вернул ему замок Канхузен. Затем он решил занять оставшиеся или недавно построенные базы виталийских братьев, и завоевал регионы Норден и Пильзум, после чего Ганзейский союз в качестве награды дал ему в управление большое количество крепостей и замков, таких как Нессе, Арле, Берум, Гретзиль и Остерхузен. В 1408 году он захватил вместе с Фокко Укеной замки Коллингхорст, Потсхаузен и Эссебург в Ирхове. 21 октября 1413 года он, наконец, изгнал Хиско Абдену из Эмдена, который бежал в Гронинген. В 1415 году он осадил замки Рейде, Термюнтен и Делфзейл и, наконец, в сентябре захватил город Гронинген, расширив свои владения далеко на запад. В это время Кено II том Брок был на пике своей власти.

## Смерть
Своей цели, объединить под своей властью фризские земли между Зёйдерзе и Везером, Кено II том Брок так и не достиг. После победы над схиригерами в битве при Оксвердерзейле Кено внезапно заболел и вернулся в свои владения, где вскоре 16 августа 1427 года умер. В отличие от своих обоих убитых предшественников, он умер естественной смертью.
Ему наследовал его сын Окко II том Брок.